# Formica sanguinea
Sous-genre
Espèce
Formica sanguinea est une espèce de fourmis esclavagistes du sous-genre Formica (Raptiformica). Elle en est la seule représentante européenne. Les Raptiformica réduisent en esclavage des fourmis appartenant au sous-genre Serviformica comme Formica fusca. Des raids sont organisés pour subtiliser des cocons et les imprégner de leur odeur coloniale et ainsi tromper les Serviformica qui agissent alors comme si elles étaient dans leur colonie d'origine. Les Raptiformica ne peuvent prospérer sans esclaves : elles ont perdu la capacité à élever elles-mêmes leur couvain au cours de l'évolution. Pour fonder une nouvelle colonie, une reine cherche un nid Serviformica dont elle tue la reine et prend la place.

## Identification
Les Formica sanguinea sont très similaires aux Fourmis rousses des bois du sous-genre Formica (Formica) et, comme ces dernières, sont aussi très actives. Il est donc assez difficile de les différencier à l’œil nu. La tâche est plus sûre avec une photographie de face de l'insecte.
En effet, le caractère qui les discrimine se situe au niveau de leurs clypeus : chez Formica sanguinea le clypeus est muni d'une échancrure, chez les Formica (Formica) spp, il est plus large et sans cette échancrure. 
Autre caractère mais variable celui-ci, F. sanguinea peut arborer une tête rouge sombre où les parties généralement noires sont peu démarquées voir quasiment effacées. L'espèce Formica (Formica) truncorum a, elle aussi, une tête complètement rouge mais possède une pilosité forte contrairement à Raptiformica.

## Pratique de l'esclavage
Formica sanguinea sont des esclavagistes occasionnels, ce qui signifie que les colonies peuvent vivre seules ou être parasitaires. Cela leur permet d'être un modèle pour étudier les origines de ce phénomène d'esclavagisme. 
Dans un premier cas de figure, une reine Formica sanguinea fécondée peut entrer dans le nid de l'espèce de fourmi hôte et tuer sa reine. Elle profite alors des ouvrières qui s'occupent d'elle et de sa couvée. Dans un second cas de figure, les ouvrières de Formica sanguinea vont faire des raids dans les nids voisins, volant les larves et les pupes pour devenir de futures ouvrières pour Formica sanguinea. Les raids ne sont pas non plus exclusivement destinés à acquérir des travailleurs esclaves, mais sont parfois des actes de prédation.
On n'a pas observé chez Formica sanguinea de division du travail dans laquelle certains individus font exclusivement des raids ou cherchent de la nourriture, ce qui les exclut des groupes eusociaux des hyménoptères. Toutefois, certains individus possèdent une glande de Dufour plus performantes que les autres, de sorte que ces individus auraient probablement plus de succès lors de raids esclavagistes.
Un raid esclavagiste de cette espèce se déroule comme suit. Formica sanguinea utilise des individus en éclaireur pour localiser le nid qui sera parasité. Une fois qu'un nid a été repéré, le raid a lieu. Les activités qui se déroulent lors d'un raid consistent à creuser et à se battre sur le nid cible afin d'emmener un maximum de pupes et d'individus "capturés". On observe que les esclaves et les esclavagistes ramènent la couvée au nid des esclavagistes. Si un membre de la colonie est tué dans le combat, les individus ramènent cette carcasse au nid pour la manger plus tard. Les raids n'ont jamais été observés les jours de pluie ou de ciel couvert. On pense que cela est dû au fait que la pluie impacterait les sols et serait source de nuisances pour les phéromones d'alarme. 
Les nids que cette fourmi esclavagiste pille sont ceux des espèces des sous-genres Formica (Serviformica) et Formica (Iberoformica).
- Formica (Serviformica) lemani
- Formica (Serviformica) fusca
- Formica (Serviformica) cinerea
- Formica (Serviformica) clara
- Formica (Serviformica) corsica
- Formica (Serviformica) cunicularia

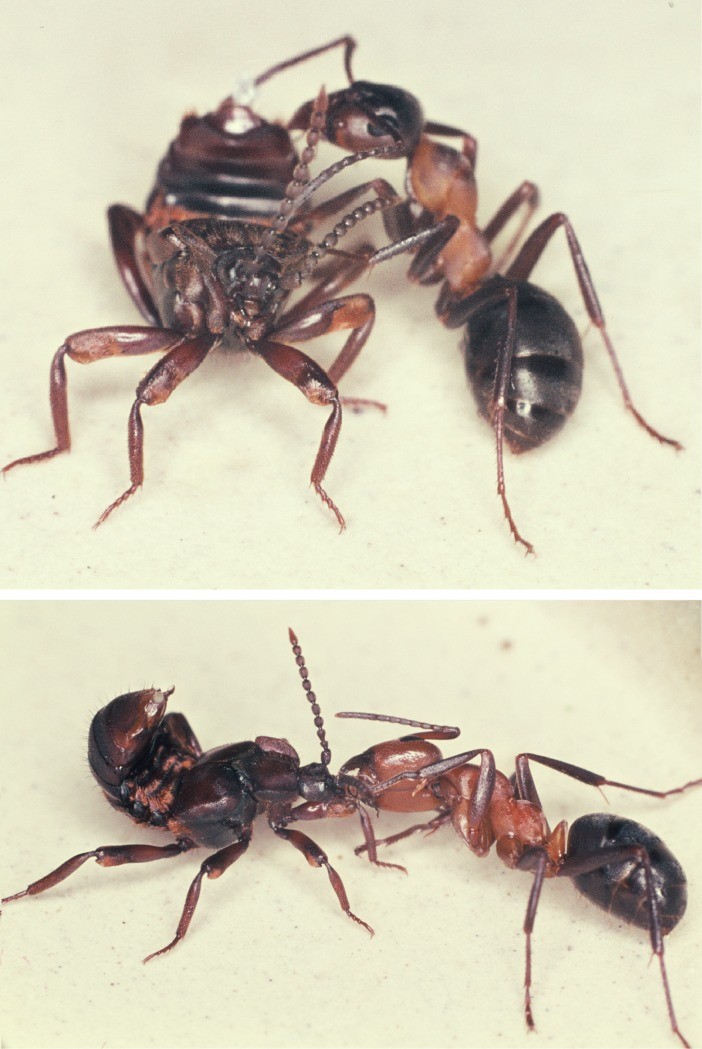
Interactions entre Formica sanguinea et Lomechusoides strumosus

- Formica (Serviformica) decipiens
- Formica (Iberoformica) gerardi
- Interactions entre Formica sanguinea et Lomechusoides strumosusFormica (Iberoformica) subrufa
- Formica (Serviformica) selysi
- Formica (Serviformica) rufibarbis
- Formica (Serviformica) picea
- Formica (Serviformica) gagates

## Défenses chimiques
Formica sanguinea utilise l'acide formique ainsi que les substances de la glande de Dufour comme défense chimique. Les substances de la glande de Dufour contiennent des hydrocarbures tels que l'hendécane, ainsi que des acétates, du décylacétate et du dodécylacétate. Les hydrocarbures contenus dans la substance de Dufour servent de liants avant que l'acide formique ne soit libéré. Sans ces agents, l'acide formique est relativement inoffensif pour les autres fourmis. Ces substances dissolvent les composés gras de l'épicutille et pénètrent dans le système trachéal pour tuer l'adversaire.

## Reproduction
La plupart des colonies sont monogynes, c'est-à-dire qu'elles n'ont qu'une seule reine. Les Formica sanguinea sont généralement polyandriques, ce qui signifie que la reine unique s'accouple avec plus d'un mâle. Des études ont montré que 70 % des reines s'accouplent avec plusieurs mâles. On observe que Formica sanguinea est plus polyandrique que toutes les autres espèces de Formica. Cependant, lorsque les colonies s'engagent dans la polygynie, en ayant plus d'une reine, les taux de polyandrie diminuent. On suppose que les colonies utilisent soit la polyandrie soit la polygynie, pour augmenter la diversité génétique de la colonie. Par conséquent, deux stratégies différentes peuvent être employées. Une stratégie consiste à ce qu'une femelle s'accouple avec plusieurs mâles puis se disperse pour fonder une nouvelle colonie. La seconde stratégie consiste pour une femelle à s'accoupler avec un nombre réduit de mâles, et à rester à proximité de la colonie natale avec d'autres femelles qui se sont accouplées avec un nombre réduit de mâles. Dans le cas de la polygynie, il a été observé qu'il y a une reine dominante qui est plus sexuellement reproductive que les autres. On a également observé que Formica sanguinea a un biais de paternité, ce qui signifie que la progéniture des mâles accouplés n'est pas représentée de manière égale dans la population. On ne sait pas si cela est dû à une sélection interne ou à une compétition entre les spermatozoïdes.

## Alimentation
Comme la majorité des fourmis, elle est omnivore, les adultes ont besoin principalement de sucre (ex : miellat de pucerons), et le couvain de protéines (ex : insecte).

## Biotope
Milieux boisés ou les lisières des forêts.

## Nid
Construit à partir de débris végétaux.

## Caractéristiques générales
Polygynie, monomorphisme, nid avec dôme.